# الدوري الإماراتي الممتاز للسيدات
الدوري الإماراتي الممتاز للسيدات هو الدوري الأعلى لكرة القدم النسائية في الإمارات العربية المتحدة.

## نظام البطولة
تقام بطولة الدوري الإماراتي الممتاز لكرة القدم للسيدات على مرحلتين، مرحلة تمهيدية يتم خلالها تصنيف الفرق إلى قسمين بحيث يضم كل قسم 10 فرق، وتليها مرحلة نهائية تقسم خلالها الفرق التي صعدت من المرحلة التمهيدية إلى قسمين يتكون كل قسم منهما من خمسة فرق تلتنافس على حمل لقب بطولة الدوري.

## التاريخ
كان فريق أبو ظبي الرياضي هو أول فريق لكرة القدم النسائية في الإمارات العربية المتحدة وقد تأسس في عام 2005 بهدف التأسيس لكرة القدم النسائية في الإمارات العربية المتحدة والتشجيع على نشر الرياضات النسائية بين مختلف قطاعات المجتمع. وفي إطار دعم وتشجيع اللاعبات الإماراتيات المتميزات وتوفير التدريب اللازم لهن، أقيمت بطولة الدوري الإماراتي الممتاز لكرة القدم للسيدات لأول مرة عام 2013 من تنظيم لجنة كرة القدم للسيدات التابعة لمجلس أبو ظبي الرياضي، وبالتنسيق مع الاتحاد الاماراتي لكرة القدم.

## مواسم البطولة

### موسم 2013
انطلقت منافسات موسم 2013 من بطولة الدوري الإماراتي الممتاز لكرة القدم للسيدات في مارس 2013 بمشاركة عشرين فريقًا رياضيًّا نسائيًّا، وامتدت منافسات البطولة حتى مايو من نفس العام. أقيمت أولى مباريات الموسم على ملعب سلطان بن زايد بمدينة أبو ظبي بين فريقي نادي سيدات أبوظبي الرياضي ونادي سيدات فريق الريم، كما أقيمت في نفس التوقيت المباراة الثانية في منافسات ذلك الموسم من البطولة بين فريق سيدات نادي الظفرة الرياضي وفريق أدامز على الملعب الفرعي في ستاد سلطان بن زايد بأبي ظبي. اختتمت منافسات الموسم في مايو 2013 وتوج بلقب البطولة فريق سيدات الشارقة الرياضي.

### موسم 2016
توج فريق سيدات نادي أبو ظبي الرياضي بلقب موسم 2016 من بطولة الدوري الإماراتي الممتاز لكرة القدم للسيدات.

### موسم 2023-24
توج فريق سيدات نادي أبو ظبي الرياضي بلقب موسم 2023-24 من بطولة الدوري الإماراتي الممتاز لكرة القدم للسيدات.
أقيمت البطولة على مرحلتين، مرحلة تمهيدية لتصنيف الفرق إلى قسمين حيث تنافست 10 فرق. تليها مرحلة نهائية من قسمين من خمسة فرق للتنافس على أبطال الدوري.